# Cementerio Estatal de Texas
El Cementerio Estatal de Texas (Texas State Cemetery, TSC) es el cementerio estatal del Gobierno de Texas, en Austin, Texas, Estados Unidos. El cementerio, con una superficie de 22 acres (0,089 kilómetros cuadrados), tiene dos secciones. La sección más pequeña tiene tumbas de los políticos de Texas. La sección más grande tiene tumbas de los soldados confederados y sus esposas.